# Dệt

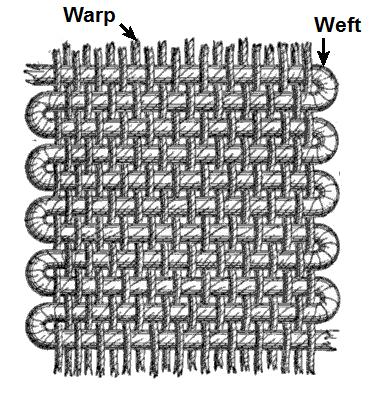
Sợi dọc và sợi ngang trong dệt trơn

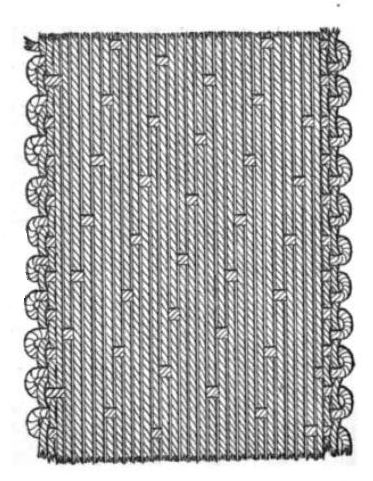
Một loại vải sa-tanh, thường dùng cho lụa, trong đó mỗi sợi dọc nổi trên 16 sợi ngang

Dệt là phương pháp sản xuất vải bằng cách xen kẽ hai bộ sợi tạo thành một mảnh vải. Sợi dọc gọi là sợi chữ, sợi ngang gọi là sợi trái. Cách xen kẽ này tạo thành các kết cấu khác nhau trong vải. Việc dệt thường thực hiện trên máy dệt, có thể thực hiện bằng cách khác như dệt bằng viên nang hoặc dệt không máy. Có ba loại kết cấu phổ biến: dệt bình thường, dệt satin và dệt twill. Vải có thể đơn giản hoặc trang trí theo thiết kế nghệ thuật.

## Khảo cổ học
Có dấu vết cho thấy dệt đã biết đến từ thời Kỷ đá thượng cổ, khoảng 27,000 năm trước. Tại di chỉ Dolní Věstonice, tìm thấy dấu vết về vải mờ mờ. Những người dệt thời Kỷ đá thượng cổ chế tạo nhiều loại dây, đan rổ và dệt vải bằng kỹ thuật đan và dệt đơn giản. Những hiện vật gồm dấu in trên đất sét và mảnh vải còn lại sau khi đốt.
Ở châu Mỹ, những tàn dư vải cổ nhất tìm thấy ở Hang Guitarrero, Peru. Được làm từ sợi cây, những sản phẩm này có niên đại từ 10,100 đến 9,080 TCN.
Năm 2013, tại di chỉ Çatalhöyük, tìm thấy mảng vải từ cây gai có niên đại khoảng 7,000 TCN. Tại Ai Cập cổ đại, năm 2013 còn tìm thấy mảng vải từ cây gai có niên đại khoảng 7,000 TCN.